# 소핵 RNA
소핵 RNA(Small nuclear RNA, snRNA)는 진핵 세포의 세포핵의 스플라이싱 반점과 카할 소체에서 발견되는 소 RNA 분자의 한 종류이다. 평균 snRNA의 길이는 약 150개의 뉴클레오티드이다. 이들은 RNA 중합효소 II 또는 RNA 중합효소 III에 의해 전사된다. 이들의 주요 기능은 핵에서 전-전령 RNA(hnRNA)를 처리하는 것이다. 이들은 또한 전사 인자(7SK RNA) 또는 RNA 중합효소 II(B2 RNA)의 조절과 텔로미어 유지에 도움이 되는 것으로 나타났다.
snRNA는 항상 특정 단백질 세트와 연관되어 있으며, 이 복합체는 소핵 리보핵단백질(snRNP)이라고 한다. 각 snRNP 입자는 snRNA 구성 요소와 여러 snRNP 특정 단백질(핵 단백질 계열인 Sm 단백질 포함)로 구성된다. 이러한 복합체의 가장 일반적인 인간 snRNA 구성 요소는 각각 U1 스플라이소좀 RNA, U2 스플라이소좀 RNA, U4 스플라이소좀 RNA, U5 스플라이소좀 RNA, U6 스플라이소좀 RNA로 알려져 있다. 이러한 명명법은 높은 유리딘 함량에서 유래되었다.
snRNA는 1966년 겔 전기영동 실험 중에 우연히 발견되었다. 예상치 못한 유형의 RNA가 겔에서 발견되어 조사되었다. 이후 분석 결과 이러한 RNA는 유리딜레이트가 높고 핵에 자리 잡았음이 밝혀졌다.
snRNA와 소형 핵소체 RNA(snoRNA)는 동일하지 않으며 어느 쪽도 다른 쪽의 하위 유형이 아니다. 둘 다 다르며 소형 RNA의 한 부류이다. 이들은 RNA 생합성에서 필수적인 역할을 하고 리보솜 RNA(rRNA) 및 기타 RNA 유전자(tRNA 및 snRNA)의 화학적 변형을 안내하는 소형 RNA 분자이다. 이들은 진핵 세포의 핵소체와 카할소체(RNA 합성의 주요 부위)에 위치하고, 이곳에서 scaRNA(소형 카할소체 특이적 RNA)라고 불린다.

## 같이 보기
- MicroRNA